# Leopold Mielecki
Leopold Mielecki (ur. 26 marca 1911 w Sanoku, zm. 22 listopada 1945 w Buckland St Mary) – kapitan pilot Polskich Sił Powietrznych w Wielkiej Brytanii, kawaler Orderu Virtuti Militari.

## Życiorys
Urodził się w Sanoku jako syn Jana i Marianny z domu Bar. Uczęszczał do Państwowego Gimnazjum im. Królowej Zofii w Sanoku, w którym w 1927 w IV klasie został uznany za nieuzdolnionego, a w 1928 ukończył IV klasę.
Został powołany do służby wojskowej i w 1931 wcielony do 6 pułku lotniczego, według innych źródeł do 3 pułku lotniczego, Ukończył szkołę podoficerską, po czym przydzielony do Centrum Wyszkolenia Podoficerów Lotnictwa na kurs pilotażu, a po jego ukończeniu przyjęty do SPdPodof. i skierowany do Szkoły Podchorążych Lotnictwa, którą ukończył w XII Promocji (1936–1939) z lokatą 106 lub 105.
Następnie w ramach 1 pułku lotniczego został pilotem w stopniu podchorążego w 217 eskadrze bombowej. W jego składzie po wybuchu II wojny światowej uczestniczył w kampanii wrześniowej. W tym okresie wykonał dwa zadania bombardowania niemieckich oddziałów pancerno-motorowych. 13 września 1939 został mianowany na stopień podporucznika ze starszeństwem z dniem 1 sierpnia 1939 w korpusie oficerów lotnictwa, grupa liniowa.
Następnie opuścił Polskę. Trafił do Francji, gdzie był w organizowanym polskim dywizjonie bojowym w Mions od kwietnia do czerwca 1940 roku, do upadku Francji. Później znalazł się w Wielkiej Brytanii. Służył w 304 dywizjonie bombowym „Ziemi Śląskiej im. ks. Józefa Poniatowskiego” i w dywizjonie 301 do zadań specjalnych „Ziemi Pomorskiej – Obrońców Warszawy”. Był w składzie jednej z 10 załóg, który wykonał z 28 na 29 grudnia 1944 roku lot do Polski na samolocie Liberator. W 1944 roku został przeniesiony do dywizjonu 138.
W 1945 roku został przydzielony do brytyjskiego 53 dywizjonu transportowego. 22 listopada 1945 roku w randze pilota wykonywał zaplanowany lot do Indii, po starcie z lotniska w Merryfield samolot Consolidated Liberator C.VIII KH 126 nie osiągnął odpowiedniej wysokości, po czym rozbił się przy Castle Farm we wsi Buckland St Mary, nieopodal Somerset. W wyniku katastrofy zginęło 27 osób lecących na pokładzie maszyny (26 na miejscu i jedna osoba w szpitalu; 5 osób polskiej załogi oraz 22 brytyjskich pasażerów).
Leopold Mielecki został pochowany na cmentarzu Ilminster Cemetery Joint Burial Board w Ilminster (grób nr 3591).

## Upamiętnienie
Podczas „Jubileuszowego Zjazdu Koleżeńskiego b. Wychowanków Gimnazjum Męskiego w Sanoku w 70-lecie pierwszej Matury” 21 czerwca 1958 roku jego nazwisko zostało wymienione w apelu poległych w obronie Ojczyzny w latach 1939–1945 oraz na ustanowionej w budynku gimnazjum tablicy pamiątkowej poświęconej poległym i pomordowanym absolwentom gimnazjum (wskazany w gronie Zginęli w wyniku działań wojennych).

## Ordery i odznaczenia
- Krzyż Srebrny Orderu Wojennego Virtuti Militari[13] nr 8598[14]
- Krzyż Walecznych – trzykrotnie
- Medal Lotniczy – trzykrotnie